# Rinaldo Fidel Brédice
Rinaldo Fidel Brédice (Armstrong, Santa Fe; 11 de septiembre de 1932-Intendente Alvear, La Pampa; 14 de abril de 2018) fue un sacerdote católico argentino, que ejerció como obispo de la localidad argentina de Santa Rosa desde 1992 hasta su renuncia, por motivos de salud, en 2008.

## Biografía y trayectoria eclesiástica
Ordenado sacerdote el 25 de noviembre de 1951 en la Sociedad Salesiana de Don Bosco, fue posteriormente designado como obispo de Santa Rosa el 31 de enero de 1992 por Juan Pablo II. Su ordenación episcopal tuvo lugar el 19 de marzo de 1992 en la catedral de la citada localidad, y fue oficiado por el Monseñor Rómulo García, arzobispo de Bahía Blanca (co-consagrantes, Mons. Jorge López, arzobispo de Rosario y Mons. Ubaldo Calabresi, nuncio apostólico); en la misma fecha tomó posesión e inició su ministerio pastoral como cuarto obispo de Santa Rosa. Renunció al cargo por motivos de edad el 24 de junio de 2008.
Sus últimos años los pasó en la localidad pampeana de Intendente Alvear, lugar donde se estableció definitivamente hasta su fallecimiento.